# André Bautier
André Bautier, född 1907, var en belgisk ishockeyspelare. Han var med i det belgiska ishockeylandslaget som kom på femte plats i de Olympiska vinterspelen 1928 i Sankt Moritz.